# Michele Laddomada
Michele Laddomada (Crispiano, 12 giugno 1972) è un ex ciclista su strada italiano, professionista dal 1995 al 2000.

## Carriera
Da dilettante concluse al quarto posto il Giro d'Italia dilettanti del 1994 ma da professionistà gareggiò principalmente in formazioni di secondo piano del panorama ciclistico europeo e per questo gli fu difficile partecipare alle più importanti competizioni.
Prese comunque parte a due importanti gare a tappe, il Tour de Suisse 1996 d al Giro d'Italia 1997, per il resto gareggiò ed ottenne risultati nelle prove del calendario ciclistico italiano, fra cui si ricorda i podi al Giro del Medio Brenta nel 1997 ed al Trofeo dello Scalatore 1998.
Tuttavia le prestazioni migliori le espresse in Portogallo, nazione nella quale raccolse tutte le sue sei affermazioni da professionista, nelle corse a tappe e soprattutto nella Volta a Portugal e nel Troféu Joaquim Agostinho. Nella prima corsa si aggiudicò quattro vittorie di tappa, la classifica scalatori ed un quarto posto nella classifica generale nel 1997; nella seconda due successi di tappa ed il terzo posto nella classifica generale nel 1999.

## Palmarès
- 1994 (Under-23, una vittoria)

Coppa Papà Espedito
- 1995 (Amore&Vita, due vittorie)

9ª tappa Volta a Portugal (Maia > Sta. Helena)
12ª tappa Volta a Portugal (Mondim de Basto > Monte Faro)
- 1997 (Amore&Vita, una vittoria)

8ª tappa Volta a Portugal (Belmonte > Alto da Torre)
- 1999 (L.A.-Pecol, due vittorie)

10ª tappa Volta a Portugal (Braganza > Mondim de Basto)
3ª tappa Troféu Joaquim Agostinho (Torres Vedras > Torres Vedras)
- 2000 (L.A.-Pecol, una vittoria)

2ª tappa Troféu Joaquim Agostinho (Sobral de Monte Agraço > Alto de Montejunto)

### Altri successi
- 1997 (Amore&Vita, una vittoria)

Classifica scalatori Volta a Portugal

## Piazzamenti

### Grandi Giri
- Giro d'Italia

1997: 65º